# Gogoșari, Giurgiu
Gogoșari este satul de reședință al comunei cu același nume din județul Giurgiu, Muntenia, România.
Toponimul Gogoșari. După toate aparențele, el nu poate veni de la denumirea legumei cu pricina. În Gogoșari sunt și bulgari, care, naturalizați cu totul, s-au obișnuit și ei, ca agricultori, cu „cultura mare”, a grâului, a porumbului și a tuturor celorlalte cereale, grădinăritul presupunând, oricum, vecinătatea unui oraș, chiar Giurgiul fiind în acest caz destul de îndepărtat de comună. S-a propus mai credibila origine a cuvântului de la mulțimea de ceea ce se cheamă „gogoși de tufă” sau „gogoși de ristic”, în zona Gogoșarilor de azi sau, mai curând, în vremurile mai vechi. Este vorba de niște „gogoși”, de mărimea unei alune, perfect sferice, care cresc pe crengile stejarilor pitici, degradați cumva, umflături verzi ivite la subsuorile frunzelor înțepate de viespile în căutare de sucuri dulci. Culese și uscate, ne spune poetul Vasile Voiculescu, în cartea sa Toate leacurile la îndemână, se pot obține, prin fierbere, cele mai indicate ceaiuri pentru diverse afecțiuni.